# 子弟书
子弟书又名清音子弟书、子弟段儿、弦子书，是流传于京津和东北地区满族人口中的曲艺形式。子弟书多由一人表演用三弦伴奏，只唱不说，音调和缓、低沉、肃穆。子弟书产生于乾隆年间，清光绪年间逐渐衰落，在民国年间唱腔失传，至今仅仅有五百余篇唱本存世。子弟书对中国北方曲艺产生了极大影响，包括单弦、京韵大鼓、东北二人转等曲种都深受子弟书的影响，这些曲种的一些经典唱段甚至是直接移植自子弟书唱本。

## 起源与发展
子弟书形成于乾隆年间，最早的子弟书脱胎于满族传统祭祀活动过程中的打神鼓诵祷词活动，一些满族人将民族传说故事用神鼓的音韵演唱，逐渐形成一种独特的说唱艺术形式。由于这种艺术形式最初仅在八旗子弟中流传，因而便被称作子弟书。清曼殊震钧所著《天咫偶闻》中曾经提到子弟书的起源：“昔日鼓词，有所谓子弟书者，始创于八旗子弟。其词雅驯，其声和缓。”
早期的子弟书是满汉合壁本，唱咏的题材多涉及八旗子弟日常生活、民间传说、历史故事、文学名著等，以八角鼓为伴奏。子弟书最初仅在北京流传，逐渐分衍出东调和西调两种风格，西调又名西韵、西城调、西城板，历史较久，风格婉约，多为描写爱情故事的段子，其曲调也颇为缠绵；东调又名东韵、东城调，风格豪迈，所表现的多为慷慨激昂的历史故事，曲调也非常粗犷慷慨。清人顾琳所著《书词绪论》中曾经记述了东西调子弟书的区别“书之派起自国朝……有东西派之别，其西派未尝不善，惟嫌阴腔太多，不若东派正大浑涵，有古歌之遗响。”清嘉庆初年，东城调随北京满族官员传入东北地区，逐渐衍生出了无伴奏的清音子弟书；西城调传入天津发展成为具有天津风格的卫子弟。子弟书随满族官员在中国北方的扩散对于日后鼓书、单弦等北方曲种的形成产生了深远的影响。
嘉庆末年，子弟书开始从满蒙八旗向普通市民中扩散，成为广受京津等地普通市民欢迎的一种曲艺形式。为了迎合观众的欣赏习惯，子弟书的表演形式发生了一定变化，从最初的满汉合壁转变为用汉语演唱，伴奏的乐器也从八角鼓变为三弦。在之后的数十年间子弟书在京城非常流行，产生了大量新题材新曲目，涌现出许多著名的子弟书艺人和作者如石玉昆、缪东麟、奕赓、郭栋儿、安静亭等，在此期间，子弟书是北京最为流行的曲艺形式之一。
同治年间，子弟书艺术发展达到了顶峰，著名艺人郭栋儿在原有的东西两调基础之上开创了曲风明快，唱词通俗的南城调，更进一步扩大了子弟书艺术的受众范围，此后许多盲人也因为演唱子弟书出色而名闻于市，据《天咫偶闻》记载“瞽人擅此者，如王心远、赵德璧之属，声价极昂。”
光绪年间，随着鼓书、单弦、快书等曲艺形式的兴旺，子弟书开始衰落，许多内容古雅艰涩难懂的子弟书曲目逐渐失传，东西两调几乎绝响，南城调的许多曲目和唱腔被单弦吸收；流传于东北的子弟书则融入东北二人转；而天津的卫子弟却得以保留，直到文化大革命期间才彻底失传。
目前子弟书作为一个曲种已经消失，但受到子弟书影响的单弦、二人转等曲种仍然在中国北方广泛流行，遗留下来的约五百部子弟书唱本，是研究子弟书以及清代文学的重要标本。

## 题材与艺术特色
子弟书是一种雅俗共赏的艺术形式，其早期唱词大多深奥古雅，随着向民间的普及，唱词和表现题材逐渐通俗化。子弟书的题材大致可以分为三类，其一是历史故事，以《三国》、《水浒》、《封神演义》、《包公案》等中的故事为代表，流传至今的唱本有《白帝城托孤》、《长坂坡》等；一类是明清小说、杂剧杂曲中的故事，以《西厢记》、《红楼梦》、《金瓶梅》、《三侠五义》等的故事为代表，流传至今的唱本有《探晴雯》等；此外还有一类表现的是市井见闻，社会生活，风土人情，保留至今的唱本有《逛二闸》、《逛护国寺》、《侍卫叹》、《穷鬼叹》等，此外还有专门表现子弟书艺人生活的唱本，如《郭拣儿》、《评昆论》等。
子弟书属于鼓书的一种，均为叙事题材的曲目，与其他鼓书曲种不同的是，子弟书有唱无说，表演者或自弹自唱或两人配合一弹一唱进行表演。子弟书唱段由七言上下句诗文为基本句式组成，非常工整，但是在七言前加三字头、句后加附加句、句中加衬词、插句等也常出现，因而其句式显得比较自由。子弟书唱本一般由诗篇和正本两部分组成，诗篇类似评书中的定场诗和评弹中的开篇，是独立于正本的小段，内容大多是对故事内容和中心思想的概括，句式结构较为工整，一般为二句、四句、六句或八句的七言诗句；正本是子弟书唱本的主体，用于叙述故事，一般的子弟书唱本故事叙述都非常精炼，有些故事情节复杂，则会在正本中分回，一篇书词一般分作一到三回，长篇故事也有数十回的，每回唱词在数十句上下。子弟书韵脚通用北方十三道大辙，开篇中一韵到底，正本中每回转韵一次，或数回同用一韵。
子弟书是一种从雅到俗的艺术形式，清代许多文人非常热衷于子弟书唱本的创作，其中不乏文学大家，因而流传至今的子弟书唱本，文字大多古雅清秀，是研究清代文学发展的重要标本。

## 影响
子弟书作为一个独立的曲种，在清光绪年间逐渐衰落，最终失传，但是许多子弟书曲目和唱腔在单弦、河西大鼓、京韵大鼓、梅花大鼓、二人转等中国北方曲种中流传下来，而单弦更是全盘接受了子弟书南城调的全部唱段和唱腔，因而研究者认为子弟书对中国北方曲艺各曲种的形成和曲目的丰富有极大的影响。
用于称呼业余戏曲爱好者的“票友”一词也是受到子弟书的影响而产生的，清中前期的子弟书仅流传于八旗子弟中间，为保持军队的战斗力，清政府对八旗子弟从事娱乐活动采取严厉的管理措施，旗人聚众演唱子弟书需要持有朝廷頒發的龙票，由分布各处的票房根据龙票负责组织演唱活动，久而久之便将业余从事演唱活动的人员称为票友。

## 子弟书研究
由于子弟书的唱腔大多都已在清末年失传，因而子弟书唱本是现存的研究子弟书这一曲种的唯一资料，对子弟书的研究也更多地局限于子弟书唱本的文学研究。
清代一些书铺专以刻印刊行子弟书唱本为业。乐善堂、百本堂、別埜堂、同乐堂、聚卷堂等都是知名的子弟书唱本出版者，这些唱本是研究子弟书的民国时期一些曲艺研究者搜集整理的各家刻本，为子弟书研究留下了许多珍贵资料。目前研究较多子弟书唱本的编目有清代的《乐善堂子弟书目录》、《百本张子弟书目录》、《别野堂子弟书目录》，民国时期的《中国俗曲总目稿》、傅惜华编《子弟书总目》、《子弟书目拾遗》、《绥中吴氏双棔书屋所藏子弟书目录》马隅卿、刘半农、顾颉刚等整理的《蒙古车王府曲本分类目录》数部不等。
历史上曾经出版的专门研究子弟书的专著有赵景深的《大鼓研究》外编（1936年），傅惜华的《子弟书考》、《明代小说与子弟书》等、高季安的《子弟书源流》（1955年），胡光平的《韩小窗生平及其作品考查记》、关德栋的《现存罗松窗、韩小窗子弟书目》等、周贻白的《韩小窗与罗松窗》、《大鼓书与子弟书》、刘烈茂的《论车王府抄藏曲本子弟书的文学价值》、康保成的《子弟书作者“鹤侣氏”生平、家世考略》等，这些专著的内容涉及子弟书的起源发展、艺术特色、著名艺人和作者研究等。